# Премьер-министр Нунавута
Премьер-министр Нунавута — глава правительства канадской территории Нунавут.
С 19 ноября 2021 года премьер-министром Нунавута является Пи Джей Акиагок.

## Выборы
Законодательное собрание Нунавута строится по беспартийной системе. В связи с этим премьер-министр территории не назначается формально как лидер победившей партии, а определяется на выборах среди членов собрания. Среди всех субъектов канадской конфедерации такая система есть ещё только в Северо-западных территориях. После выборов премьер-министра и министров правительства, их официальную клятву принимает комиссар территории.

## Обязанности
В обязанности премьер-министра Нунавута, который зачастую является также министром по межправительственному взаимодействию, входит обеспечение функционирования правительства территории. Он координирует деятельность министерств и ведомств правительства (включая правительственные агентства и корпорации), а также самого кабинета министров. Кроме того, он является координатором взаимоотношений с правительством Канады, а также правительствами провинций и территорий. Премьер-министр информирует общественность об инициативах и программах правительства.

## История
С момента образования территории в 1999 году выборы премьер-министра проходили пять раза. Первые выборы состоялись 5 марта 1999 года. В них неожиданно победил молодой политик Пол Окалик, опередив Джека Анавака, переходного комиссара Нунавута. Через пять лет, после повторных выборов 5 марта 2004 года, Окалик стал первым премьер-министром, выбранным на второй срок (включая выборы премьер-министра Северо-западных территорий).